# Paul Klingenburg
Paul Klingenburg (ur. 19 października 1907 w Duisburgu, zm. 10 września 1964 w Assmannshausen) – niemiecki piłkarz wodny, wicemistrz olimpijski z Berlina.
Znalazł się w składzie reprezentacji Niemiec, która w 1936 zdobyła srebrny medal na olimpijadzie w Berlinie. Grał na pozycji bramkarza.